# Premi Gillette al millor jugador jove
El Premi Gillette al millor jugador jove és el reconeixement que es lliura al millor jugador menor de 21 anys de cada edició de la Copa del Món de futbol. És atorgat per l'organització d'aquest esdeveniment des de la Copa del Món 2006.
| Copa del Món    | Millor Jugador Jove | Equip     |
| --------------- | ------------------- | --------- |
| Alemanya 2006   | Lukas Podolski      | Alemanya  |
| Sud-àfrica 2010 | Thomas Müller       | Alemanya  |
| Brasil 2014     | Paul Pogba          | França    |
| Rússia 2018     | Kylian Mbappé       | França    |
| Qatar 2022      | Enzo Fernández      | Argentina |